# Night Shades
Night Shades è il quarto album in studio del gruppo dance punk statunitense Cobra Starship, pubblicato nel 2011.

## Tracce
1. You Belong to Me – 4:35
2. You Make Me Feel... (feat. Sabi) – 3:36
3. #1Nite (One Night) – 3:39
4. Fool Like Me (feat. Plastiscines) – 3:40
5. Anything for Love – 4:11
6. Middle Finger (feat. Mac Miller) – 3:33
7. Don't Blame the World, It's the DJ's Fault – 3:36
8. Fucked in Love – 4:17
9. Disaster Boy – 3:44
10. Shwick (feat. Jump Into the Gospel) – 4:42

## Formazione
- Gabe Saporta - voce
- Ryland Blackinton - chitarra, cori, sintetizzatore
- Alex Suarez - basso, cori, sintetizzatore
- Nate Navarro - batteria
- Victoria Asher - keytar, cori